# Munindra
Munindra (tháng 6 năm 1915 - 13 tháng 10 năm 2003) là một cư sĩ và học giả Phật giáo và thầy dạy thiền quán (vipassanā) nổi tiếng người Ấn Độ gốc Bengal.
Munindra tên đầy đủ là Anāgārika Shri Munindra ra đời trong một gia đình thuộc cộng đồng tín đồ Phật giáo hiếm hoi ở Chittagong khi đó còn chưa tách khỏi Ấn Độ. Thân phụ ông đã trở thành một nhà sư. Ông bắt đầu tiếp thu các giáo lý Phật giáo từ thủa ấu thơ ngay trong gia đình. Lúc còn đi học ở trường làng, ông nổi tiếng là một học sinh giỏi.
Năm 1936, Munindra rời quê nhà đến Calcutta và được mời trú tại cơ sở của Hội Phật giáo Bengal. Ông dạy tiếng Anh cho các tăng lữ ở đây, đồng thời học tiếng Pali và Vi Diệu Pháp. Ông thường đến Hội Mahabodhi để nghe giảng và có xu hướng sống cuộc đời nửa cư sĩ nửa tu sĩ.
Năm 1938, Munindra được Hội Mahabodhi mời làm việc cho Hội tại Sarnath. Tại đây, ông nhận trách nhiệm trông coi hiệu sách của Hội và giải đáp thắc mắc của khách tham quan liên quan đến Phật pháp. Munindra ở Sarnath đến tận năm 1948. Ông từng gặp Mahatma Gandhi và giảng cho vị này nghe về ý nghĩa của các bức tranh Phật giáo có trong một ngôi chùa.
Trong thời gian từ 1948 đến 1948, Munindra tháp tùng Hội Mahabodhi đi trao đổi ở nhiều nơi như Miến Điện, Sikkim, Nepal, Tây Tạng. Ông đã từng gặp và trở nên thân thiết với Dalai Lama XIV.
Từ 1953 đến 1957, Munindra là trụ chì Chùa Mahabodhi ở Bodh Gaya.
Năm 1956, Munindra tham gia Ban tổ chức lễ kỷ niệm 2500 năm ngày Đức Phật nhập đại niết bàn. Trong sự kiện này, Thủ tướng Miến Điện U Nu đã đến thăm Bodh Gaya và mời Munindra đến Miến Điện.
Từ 1957 đến 1966, Munindra đến Miến Điện học thiền quán vipassanā dưới sự chỉ dạy của Hòa thượng thiền sư Mahāsi Sayādaw, nghiên cứu kinh điển Pāli dưới sự chỉ dạy của U Maung Maung. Sau đó, ông vừa học vừa trợ giảng vipassanā tại trường thiền của thiền sư Mahāsi ở Rangoon. Munindra từng xin phép thầy cho tìm hiểu các phái thiền vipassanā khác, nhất là phái của Hòa thượng Sayagyi U Ba Khin. Tuy Hòa thượng Mahāsi đồng ý, nhưng Hòa thượng Sayagyi U Ba Khin lại từ chối vì ngại Mahāsi. Sau này, Munindra học vipassanā phái U Ba Khin qua một học trò của vị Hòa thượng này là S. N. Goenka
Năm 1966, Munindra trở về Bodh Gaya tiếp tục sống theo xu hướng nửa cư sĩ nửa tu sĩ mặc dù ông đã xuất gia tại Miến Điện. Ông cho rằng lối sống này giúp ông tiếp cận được với nhiều tín đồ và truyền bá Phật pháp thuận lợi hơn.
Từ năm 1977, ông được biết đến rộng rãi ở Âu Mỹ và Australia và được mời đến các nước ở đó giảng bài và dạy thiền quán.
Từ năm 1988, Muninda được người bạn thân và cũng là một cư sĩ - thiền sư vipassanā nổi tiếng của Ấn Độ là S. N. Goenka mời về ngụ tại trung tâm thiền Goenka ở Igatpuri, gần Bombay.
Những năm cuối, khi sức khỏe suy yếu, Munindra về sống với gia đình ở Calcutta. Ông qua đời rạng sáng ngày 13 tháng 10 năm 2003.
Do có khả năng dùng tiếng Anh thành thạo, ông có nhiều học trò người nước ngoài. Nhiều học trò của Munindra sau này cũng trở thành các thiền sư vipassanā như Dipa Ma, Joseph Goldstein, Sharon Salzberg, Surya Das, Khippapañño Kim Triệu, v.v...